# Hans Köhler (Sänger)
Hans Georg Emmerich Köhler (* 19. November 1842 in Prag; † 2. September 1880 in Sonnenstein, Königreich Sachsen) war ein österreichischer Opernsänger (Bass).

## Leben
Köhlers Vater war Professor an der Universität Innsbruck. Er selbst begann in Prag am Ständischen Polytechnischen Institut Chemie zu studieren. Er wurde 1861 im (technischen) Corps Frankonia Prag aktiv und bewährte sich in zwei Semestern als Senior. Im Bass veranlagt, ließ er seine Stimme ausbilden. 1864 begann er seine Bühnenlaufbahn am Hoftheater Meiningen. Von 1866 bis 1869 sang er am Comoedienhaus am Roßmarkt in Frankfurt. An die Hofoper in Dresden engagiert, galt er als Nachfolger von Emil Scaria. Mit seinem voluminösen, tiefen Bass sang er den Sarastro in der Zauberflöte, den Kaspar im Freischütz, den Bertram in Robert le diable, den Don Pedro in L’Africaine und den Mephisto in Gounods Faust. Am 21. März 1874 nahm er teil an der Uraufführung von Edmund Kretschmers Oper Die Folkunger. 1877 begann eine Geisteskrankheit (wohl eine Syphilis) zutage zu treten. Er wurde in die geschlossene Anstalt auf Schloss Sonnenstein eingewiesen, in der er mit noch nicht 38 Jahren starb.